# 暴ロンブー
『暴ロンブー』（あばロンブー）は、一部TBS系列局で放送された毎日放送テレビ（MBSテレビ）・吉本興業共同製作のバラエティ番組。製作局の毎日放送では1998年4月から1999年9月まで放送。

## 概要
ロンドンブーツ1号2号の冠番組の1つで、彼らが毎回番組専用携帯電話の留守番電話に吹き込まれた視聴者からの疑問・質問・悩みなどを聞き、それらを基に企画を遂行するというものだった。興味を持った内容の投稿者に対しては2人が電話を掛け、可能であれば彼らを「アジト」と呼ばれる秘密基地（収録現場）やその他のロケ地へ招待して直接話を聴いた。大筋としては以上であるが、それ以外の企画を実施することもあった。
番組の収録は、当初はとあるビルの屋上を借りて行われていた。後にアジトの場所は何回か変更されたが（所在地は疑問・質問等の採用者以外にはシークレット）、時にDD51機関車が傍に止めてある大きな車庫の中で収録したこともあった。留守番電話の番号は、当初は某鬘メーカーの電話番号と似たものだったが（わざとかは不明）、紛らわしいとのことで後に変更された。
水曜24時55分枠で放送されていた当時は30分番組だったが、1999年春の改編で火曜23時55分枠へ移動した際に60分番組に昇格した。さらには番組オリジナルのステッカーを制作したりと軌道に乗り始めていたが、ステッカーを完成させた直後に急遽終了した。これについては構成を担当したかわら長介が、打ち切りになったのは視聴率の低下によるものではなく、「全国区で人気者になったロンブーを関西のローカル番組に留めておくな」という吉本興業側の意向によるものと語っている。レギュラー放送の終了後、1回だけ復活特番が放送された。

## 出演者
- 田村淳（ロンドンブーツ1号2号）
- 田村亮（ロンドンブーツ1号2号）

## スタッフ
- ナレーター - モンスター前塚
- 構成 - かわら長介、たちばなひとなり、松本真一
- ブレーン - 高須光聖
- リサーチ - 寺前富雄
- 演出 - 北野弘（MBS）
- プロデューサー - 佐藤昌弘（MBS）
- ロケ協力 - JR西日本
- 技術協力 - 光学堂、イングス、戯音工房
- 制作協力 - スタッフ21（現・クラッチ.）、ラ・シックほか
- 製作 - 毎日放送テレビ、吉本興業

## 放送局
| 放送対象地域   | 放送局                      | 系列         | 放送日時                                                                                   | 備考                   |
| -------------- | --------------------------- | ------------ | ------------------------------------------------------------------------------------------ | ---------------------- |
| 近畿広域圏     | 毎日放送テレビ（MBSテレビ） | TBS系列      | 水曜 24:55 - 25:25 （1998年4月 - 1999年3月） 火曜 23:55 - 24:55 （1999年4月 - 1999年9月）  | 製作局                 |
| 中京広域圏     | CBCテレビ                   | TBS系列      | 金曜 25:25 - 25:55 （1998年4月 - 1999年4月） 金曜 25:25 - 26:25 （1999年4月 - 1999年10月） | 現：CBCテレビ          |
| 岡山県・香川県 | 山陽放送                    | TBS系列      | 水曜 24:55 - 25:55 （1999年頃）                                                            | 現：RSK山陽放送        |
| 愛媛県         | 伊予テレビ                  | TBS系列      | 金曜 25:00 - 25:30 （1998年頃） 金曜 24:35 - 25:35 （1999年頃）                            | 1999年10月22日まで放送 |
| 日本全国       | GAORA                       | CSチャンネル | 火曜 12:00 - 12:30、金曜 11:00 - 11:30 （1998年頃）                                        | 週2回リピート放送      |

## エピソード
この番組に出演し始めた頃の田村淳は、長年認知されていた茶髪を青系統の色に染め直したばかりだったが、占い師をしていたある視聴者からの助言をきっかけに早くも赤色に変更した。その時に変えた淳の髪の色は、その後のコンビのブレイクによって各方面で定着するようになった。
2012年6月11日、番組は『淳の休日』のインターネット生配信で復活した。ただし、出演者は淳のみ。また、淳は当時の事を思い出すために、髪を再び赤くした。

## 歴代オープニング・エンディングテーマ
- OP「虫」THE HIGH-LOWS
- ED「断章 -Piece of Memories-」D≒SIRE
- ED「さよならこの世界で…」LOWDOWN
- ED「NO NAME」東野純直
- ED「麗しのレイラ」HAIR CUTS